# Estadio Camping Resort
El estadio Camping Resort fue un estadio de fútbol ubicado en Chilibre, Panamá. Durante varios años, fue el lugar donde el Alianza F. C. jugaba sus partidos en casa. Sin embargo, en 2011 fue clausurado y el terreno se transformó en un extenso estacionamiento bajo la administración de una empresa privada especializada en servicios aduaneros.